# Rataje (gromada w powiecie chodzieskim)
Rataje (od 1 I 1959 Chodzież) – dawna gromada, czyli najmniejsza jednostka podziału terytorialnego Polskiej Rzeczypospolitej Ludowej w latach 1954–1972.
Gromady, z gromadzkimi radami narodowymi (GRN) jako organami władzy najniższego stopnia na wsi, funkcjonowały od reformy reorganizującej administrację wiejską przeprowadzonej jesienią 1954 do momentu ich zniesienia z dniem 1 stycznia 1973, tym samym wypierając organizację gminną w latach 1954–1972.
Gromadę Rataje z siedzibą GRN w Ratajach utworzono – jako jedną z 8759 gromad na obszarze Polski – w powiecie chodzieskim w woj. poznańskim, na mocy uchwały nr 17/54 WRN w Poznaniu z dnia 5 października 1954. W skład jednostki wszedł obszar dotychczasowej gromady Pietronki, ponadto miejscowość Rataje z dotychczasowej gromady Rataje, miejscowość Studzieniec z dotychczasowej gromady Studzieniec oraz miejscowości Borek, Cisze, Gołe Pole, Kierzkowice, Oleśnica, Papiernia i Trojanki z dotychczasowej gromady Oleśnica – ze zniesionej gminy Chodzież w tymże powiecie. Dla gromady ustalono 10 członków gromadzkiej rady narodowej.
Gromadę zniesiono 1 stycznia 1959 w związku z przeniesieniem siedziby GRN z Ratajów do Chodzieży i zmianą nazwy jednostki na gromada Chodzież.